# BBZ Opladen
Das BBZ Opladen (Basketballzentrum Opladen e.V.) ist ein deutscher Basketballverein aus  Leverkusen. Seine erste Damenmannschaft tritt als Wings Leverkusen in der 1. Damen-Basketball-Bundesliga an.

## Geschichte
Das BBZ Opladen entstand 2009 als Spielgemeinschaft des SV Union Opladen aus dem Stadtteil Opladen mit dem BBZ 95 Leverkusen unter dem Namen SG BBZ Opladen. 2011 erfolgte die Fusion beider Vereine zum BBZ Opladen. Als Spielort dient die Sporthalle des Werner-Heisenberg-Gymnasiums in Lützenkirchen.
Der Sportverein Union Opladen 01/21 e.V. wurde 1981 als Fusion des Ballspiel-Vereins Opladen 01 und Fortuna Opladen gegründet. 2009 war die Damen-Basketballmannschaft des SV Union Opladen gerade in die 1. Bundesliga. aufgestiegen.
Das BBZ 95 Leverkusen (Basketballzentrum an der Werner-Heisenberg-Schule: BBZ 95 Leverkusen e.V.) wurde 1995 gegründet. Bis 2009 spielte seine erste Damenmannschaft in der Regionalliga. Sie trug den Spitznamen Heisi Hawks.
Die SG BBZ Opladen trat in der Saison 2009/10 zum ersten Mal in der 1. Bundesliga an, beendete die Saison aber als Tabellenletzter. 2021 wurde eine Kooperation mit der SG Rheinland Lions bekanntgegeben. Ebenfalls ab der Saison 2021/22 trat die Mannschaft mit neuem Logo als BBZ Opladen Hawks auf. Am Ende der Saison 2022/23 stiegen die Basketballerinnen des BBZ Opladen per Wildcard in die 1. Basketball-Bundesliga auf. In der Sommerpause wurde als neuer Name zunächst Baskets Rheinland vorgestellt, mit einem veränderten Logo, das weiterhin den Falken aus dem Hawks-Logo enthielt. Im September 2023 erfolgte dann der Namenswechsel zu Orthomol WINGS Leverkusen. Seit der Saison 2023/24 gibt es zudem die RFB Rheinland Frauen Basketball GmbH, die der Vermarktung und Professionalisierung dient.
In der Bundesliga-Saison 2023/24 belegten die Wings den 12. und letzten Platz, verblieben aber in der Liga, da die aufstiegsberechtigten Zweitligisten verzichteten. In der Saison 2024/25 führt die DBBL die Mannschaft als WINGS Leverkusen, Orthomol ist aber weiter Haupt- und Trikotsponsor.

### Kader
| Kader 1. Bundesliga 2024/25 | Kader 1. Bundesliga 2024/25 | Kader 1. Bundesliga 2024/25 | Kader 1. Bundesliga 2024/25   | Kader 1. Bundesliga 2024/25 | Kader 1. Bundesliga 2024/25 | Kader 1. Bundesliga 2024/25 |
| Nr.                         | Name                        | Nation                      | Position                      | Jahrgang                    | Größe                       |                             |
| --------------------------- | --------------------------- | --------------------------- | ----------------------------- | --------------------------- | --------------------------- | --------------------------- |
| 2                           | Cassidy Mihalko             | Vereinigte Staaten          | Shooting Guard, Small Forward | 1995                        | 1,80                        |                             |
| 3                           | Nicole Scales               | Vereinigte Staaten          | Point Guard, Shooting Guard   | 2001                        | 1,75                        |                             |
| 5                           | Ligita Tamutytė             | Litauen                     | Power Forward                 | 1999                        | 1,77                        |                             |
| 6                           | Alinde Kerluku              | Deutschland                 | Point Guard, Shooting Guard   | 2006                        | 1,68                        |                             |
| 7                           | Lea Wolff                   | Deutschland                 | Point Guard, Shooting Guard   | 1997                        | 1,66                        |                             |
| 12                          | Olivia Okpara               | Deutschland                 | Power Forward, Center         | 2003                        | 1,84                        |                             |
| 13                          | Greta Kröger                | Deutschland                 | Point Guard, Shooting Guard   | 2004                        | 1,80                        |                             |
| 18                          | Raili Bast                  | Deutschland                 | Power Forward, Center         | 2007                        | 1,91                        |                             |
| 21                          | Kea Elberding               | Deutschland                 | Point Guard, Shooting Guard   | 2007                        | 1,71                        |                             |
| 22                          | Amelie Kröner               | Deutschland                 | Small Forward, Power Forward  | 2002                        | 1,89                        |                             |
| 23                          | Trudy Walker                | Vereinigte Staaten          | Center                        | 1997                        | 1,80                        |                             |
| 27                          | Lisa Koop                   | Deutschland                 | Center                        | 1985                        | 1,97                        |                             |
| 77                          | Mantė Kvederavičiūtė        | Litauen                     | Shooting Guard, Small Forward | 1990                        | 1,80                        |                             |